# Gistads socken
Gistads socken i Östergötland ingick i Skärkinds härad (före 1888 även del i Bankekinds härad och före 1891 även del i Åkerbo härad), ingår sedan 1971 i Linköpings kommun och motsvarar från 2016 Gistads distrikt.
Socknens areal är 23,87 kvadratkilometer, varav 23,84 land. År 2000 fanns här 621 invånare. Tätorten Gistad och sockenkyrkan Gistads kyrka ligger i socknen. 

## Administrativ historik
Gistads socken har medeltida ursprung.
Före 1888 hörde av Gistads kyrkosocken 2 mantal Gärstad nr 1 och 2 jämte utjord nr 3 i civilt hänseende till Örtomta socken, Bankekinds härad, med därefter helt i denna socken. Före 1891 hörde av Gistads kyrksocken 1/2 mantal Kumla i civilt hänseende till Törnevalla socken, Åkerbo härad för att därefter helt överföras dit.
Vid kommunreformen 1862 övergick socknens ansvar för de kyrkliga frågorna till Gistads församling och för de borgerliga frågorna till Gistads landskommun. Landskommunen inkorporerades 1952 i Åkerbo landskommun och uppgick 1971 i Linköpings kommun. Församlingen uppgick 1 januari 2009 i Åkerbo församling. 2 augusti 1974 överfördes hit från Skärkinds socken (församling) fastigheterna: Eggeby 1:4, 2:6, Fridensberg 1:1 Stjärntorp 1:1 som fastigheterna Markeby 1:18, 19, 3:11, 3:12.
1 januari 2016 inrättades distriktet Gistad, med samma omfattning som församlingen hade 1999/2000. 
Socknen har tillhört samma fögderier och domsagor som socknens härader.  De indelta soldaterna tillhörde  Första livgrenadjärregementet, Livkompaniet och Andra livgrenadjärregementet, Linköpings kompani

## Geografi
Gistads socken ligger mellan Norrköping och Linköping och består i stort sett bördig slätt, avbruten av skogklädda kullar.

## Fornlämningar
Kända från socknen är några gravrösen och skärvstenshögar från bronsåldern samt 30 gravfält, stensättningar och stensträngar från järnåldern. En runristning är känd från gamla kyrkan (nu borta).

## Namnet
Namnet (1375 Gylseathadom) kommer från kyrkbyn. Förleden innehåller mansnamnet Gisle. Efterleden är sta(d), 'ställe'.

### Fotnoter
1. 1 2  Svensk Uppslagsbok andra upplagan 1947–1955: Gistad socken
2. 1 2  Harlén, Hans; Harlén Eivy (2003). Sverige från A till Ö: geografisk-historisk uppslagsbok. Stockholm: Kommentus. Libris 9337075. ISBN 91-7345-139-8
3. ↑  ”Församlingar”. Statistiska centralbyrån. https://www.scb.se/hitta-statistik/regional-statistik-och-kartor/regionala-indelningar/forsamlingar/. Läst 30 december 2022.
4. ↑  Administrativ historik för Gistad socken (Klicka på församlingsposten). Källa: Nationella arkivdatabasen, Riksarkivet.
5. 1 2  Sjögren, Otto (1931). Sverige geografisk beskrivning del 2 Östergötlands, Jönköpings, Kronobergs, Kalmar och Gotlands län. Stockholm: Wahlström & Widstrand. Libris 9939
6. 1 2  Nationalencyklopedin
7. ↑  Fornlämningar, Statens historiska museum: Gistads socken
8. ↑  Fornminnesregistret, Riksantikvarieämbetet: Gistads socken Fornminnen i socknen erhålls på kartan genom att skriva in sockennamn (utan "socken") i "Ange geografiskt område"
9. ↑  Mats Wahlberg, red (2003). Svenskt ortnamnslexikon. Uppsala: Institutet för språk och folkminnen. Libris 8998039. ISBN 91-7229-020-X. https://isof.diva-portal.org/smash/get/diva2:1175717/FULLTEXT02.pdf